# زوکا (کومونه)
زوکا (به ایتالیایی: Zocca) یک کومونه در ایتالیا است که در استان مودنا واقع شده‌است. زوکا ۶۹٫۱ کیلومتر مربع مساحت و ۴٬۸۷۸ نفر جمعیت دارد و ۷۵۹ متر بالاتر از سطح دریا واقع شده‌است.

## خواهرخوانده
شهر Boa Vista خواهرخواندهٔ زوکا (کومونه) هست.